# 네슈틀라우알리

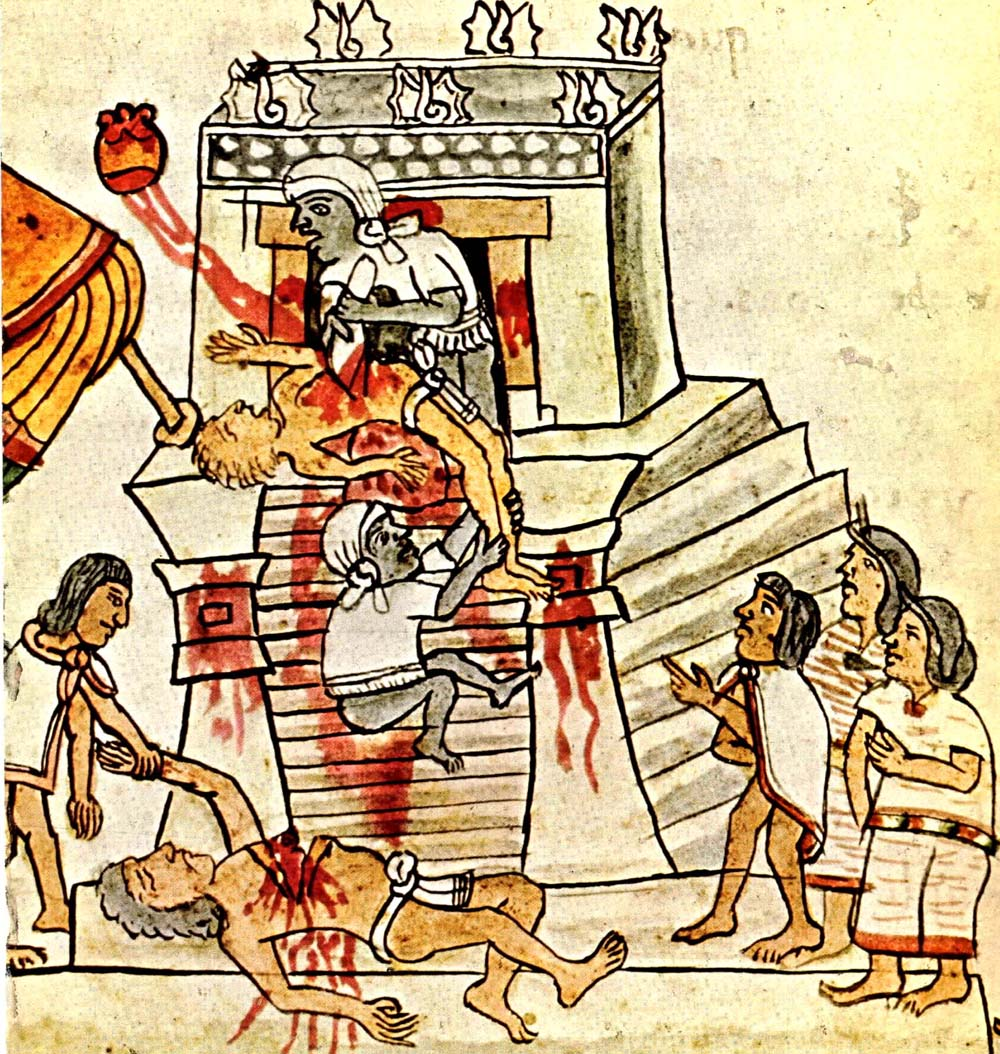
『메시카틀 아모슈틀리』에 실린 인신공양 그림.

네슈틀라우알리(나와틀어: nextlahualli [néʃt͡ɬaːˈwálːi]→빚 갚기)는 메시카인들을 비롯한 메소아메리카 나우아 제족 계열 민족들의 인신공양 풍습이다.
인신공양은 메소아메리카 전역에서 성행했고, 메시카인들이 멕시코 계곡에 처음 도착했을 때도 별다를 것이 없었다. 메시카인들이 세운 아즈텍 제국에서 이루어진 인신공양이 다른 메소아메리카 문명과 비교해서 특별히 질적으로 다르다는 증거는 없다. 오히려 푸레페차, 톨텍, 마야 같은 다른 문명들에서도 인신공양이 있었다는 고고학적 증거들이 발굴되고 있다. 늦어도 올멕 문명 시대(기원전 1200년-기원전 400년)부터는 인신공양이 일반화되어 있었고, 어쩌면 올멕 이전의 초기 농경문화에서부터 시작된 것일 수도 있다. 또한 이 메소아메리카 문명들이 특이한 것은, 전쟁포로 같은 타자 뿐 아니라 공동체 내부자들을 제물로 바치는 것이 성행했다는 것이다.
1519년, 에르난 코르테스를 위시한 모험가들이 아즈텍의 수도 테노치티틀란을 정복하고 외부인의 시선에서 아즈텍의 인신공양을 관찰하고 기록했다. 코르테스 원정대 소속의 베르날 디아스 델 카스티요는 회고록 『누에바에스파냐 정복사』에서 아즈텍의 인신공양에 대한 풍부한 1차기록을 남겼다. 그 밖에 선교를 위해 건너간 탁발수도사들이 원주민들에게 들은 증언을 기록한 2차기록들이 다수 있다. 이러한 문헌증거들은 고고학적 증거들로 뒷받침된다. 1970년대 말엽부터 테노치티틀란 템플로 마요르를 비롯한 유적들이 발굴되기 시작하면서 아즈텍 인신공양의 물적 증거가 확보되었다. 2020년 현재 고고학자들은 템플로 마요르의 우에우이 촘판틀리에서 603구의 인골을 발굴했다.
아즈텍 문명의 인신공양 풍습을 어떻게 해석하고 평가할지에 대해서는 근현대 학자들의 다양한 제설이 있다.

## 아즈텍 문화에서 희생의 역할
희생이란 메소아메리카 문화에서 공유되는 문화적 개념이다. “다섯 태양의 전설”을 보면, 신이란 원래 스스로를 희생해서 인류의 생존을 담보해주는 존재들로 여겨졌다. 멕시코 정복 이후 신대륙에 도래한 프란치스코회 탁발수도사들은 아직 남아 있던 아스텍 사제계급과 대면하여, 죽음으로 협박하며 전통적 신앙의 실천을 그만두게 만들었다. 이 때 아즈텍 사제들은 “생명은 신들 덕분에 존재한다. 신들이 희생함으로써 우리에게 생명을 준다 …… 우리를 생존하게 해 주는 …… 자양물이 만들어진다”고 스스로를 변호했다.
이 때 아즈텍 사제들이 말한 것은 단순한 면피용 변명이 아니고 메소아메리카 전통신앙에서 중추가 되는 개념이었다. 신들의 지속적인 희생 덕분에 우주가 멸망하지 않고 지속된다는 관념이 있었고, 신들에 대한 강렬한 부채감이 이 세계관과 연결되어 있었다. 나우아틀어로 인신공양을 의미하는 “네슈틀라우알리”라는 말 자체가 “채무 상환(영어: debt-payment)”이라는 뜻이었다. 베르나디노 데 사아군의 기록에 따르면 인신공양의 희생자는 “봉사한 것(gave his service)”으로 여겨졌다. 이런 의미에서, 인간을 제물로 희생하는 것은 아즈텍인들이 신들에게 진 채무를 갚기 위한 여러 제물들 가운데 가장 높은 것이었다. 사아군과 토리비오 데 베나벤테 모두 아즈텍인들이 기꺼이 모든 것과 결별했다고 관찰했다. 심지어 이 희생제의의 “무대”인 거대 피라미드 신전 자체가 신에게 바친 무덤이었다. 피라미드는 아즈텍 땅의 가장 훌륭한 예술과 보물로 가득했고, 희생자들은 신들을 위해 그 밑에 묻혔다.
아즈텍에서는 동물을 제물로 바치는 희생제의도 매우 흔했고, 아즈텍인들은 제물로 바치기 위해 개, 수리, 재규어, 사슴을 사육했다.  예컨대 케찰코아틀 숭배에서는 나비와 벌새를 제물로 요구했다.
자기희생 역시 흔한 관습이었다. 사람들은 용설란 밧줄로 혀, 귓불, 생식기를 자해하여 그 피로 물든 밧줄을 제물로 바치곤 했다. 사아군이 작성한 『피렌체 코덱스』에 따르면, 창조신화들 가운데 하나에서 케찰코와틀이 인간들에게 생명을 주기 위해 자기 음경에서 뽑은 피를 바쳤다고 한다. 그 밖에도 나우아의 신들이 인류를 돕기 위해 자기 피를 바친다는 신화들이 여럿 있다.
이러한 의식들이 아즈텍 종교의 신자들에게 있어 일종의 보속으로 기능했는지 여부에 대하서는 논쟁이 있다. 일부 학자들은 희생의 역할이 신들이 우주를 유지하는 것을 돕는 것이지, 신들을 달래기 위한 것이 아니라고 주장한다.
이로부터 알 수 있는 것은, 희생이라는 것이 사회적으로 큰 기대를 받으며 어느 정도의 묵인을 수반했다는 것이다.

## 전체적 평가

### 쇼치야오요틀
디에고 두란의 『누에바에스파냐 서인도사』 및 크로니카 X에 기초한 것으로 추정되는 다른 문헌들에 따르면, 쇼치야오요틀(꽃전쟁)은 아즈텍 삼각동맹과 틀락스칼란, 우에쇼친코, 촐룰라 사이에 벌어지던 하나의 의례였다. 이 의례는 1450년대 이후로 이어진 가뭄으로 멕시코 고원에서 많은 사람이 죽으면서 도입되었던 것으로 추정된다. 가뭄과 흉작은 신들을 적절히 대우하지 못한 천벌로 여겨졌고, 때문에 인간 제물을 공급할 수 있는 매우 체계적이고 의례적인 방법으로서 꽃전쟁이 이루어졌다.
꽃전쟁은 여러모로 정치적 정규전과는 달랐다. 꽃전쟁은 신병들이 겪는 첫 전쟁으로서 훈련의 기회였다. 정규전에서는 아틀라틀이나 투석구 같은 살상용 원거리 무기들이 사용되었으나, 꽃전쟁에서는 적을 죽이지 않고 부상만 입혀 포로로 잡아야 했다. 꽃전쟁의 목적은 다음 의례 때 산제물로 바칠 수 있는 포로들을 확보하는 것이었다. 꽃전쟁에서 죽는 것은 일반 전쟁에서 죽는 것보다 더 고귀한 죽음으로 여겨졌으며, 꽃전쟁의 사망자는 전쟁신 우이칠로포치틀리의 천국에서 살 수 있는 종교적 특권을 누린다고 믿었다.

### 희생 의례
인신공양 의례는 매달 적절한 시기 또는 축제 때 수행되었으며, 적절한 수의 산제물과 기타 다른 재화를 제물로 바쳤다. 아스텍의 적국 사람으로 잡혀온 포로들조차도 자신들의 역할을 신들을 위한 희생으로 이해했다. 왜냐하면 같은 신을 모시고 같은 종교적 의례를 수행하는 것은 똑같았기 때문이다. 희생제물들은 어린이를 축복하고, 사람들에게 신들에게 전달할 탄원을 듣고, 가가호호를 방문해 설교를 하고 노래와 행렬을 이끌었다.
아즈텍 희생 의례의 여러 요소들에는 다양한 우주론적 사유들이 내포되어 있다. 일반적인 의례의 수순은 신전 꼭대기로 제물을 데려가서 착모올(chacmool)이라는 돌판 위에 눕히고 네 명의 사제가 사지를 붙잡으면 다섯 번째 사제가 흑요석 칼로 제물의 배를 가르는 식으로 이루어졌다. 가장 흔한 형태는 심장 적출이었다. 아즈텍인들은 심장(tona)이 태양열(istli)의 파편으로서 사람마다 머무는 것이라고 생각했다. 사제가 뽑아낸 심장을 신상이 쥐고 있는 그릇에 올려놓으면, 심장이 뽑힌 시체는 피라미드 계단 밑으로 밀었다. 시체는 데굴데굴 굴러가 피라미드 기단부인 아페틀라틀(apetlatl)에 도달했다.
산제물이 희생되는 것을 전후해서, 피라미드 아래 광장에 모인 사제들과 시민들도 자기 피를 희생하기 위해 자해하며 노래부르고 춤추었다.
기단으로 굴러떨어진 시체는, 내장은 동물원의 동물들에게 먹이로 주고, 머리를 잘라서 촘판틀리에 전시했다. 의례에 식인이 수반될 경우에는 산제물을 포로로 잡아온 전사에게 팔다리가 주어졌다. 가장 중요한 살인 뱃살과 가슴살은 신들에게 바쳤다.
신들마다 모시는 방법이 달라서, 희생자를 죽이는 방법도 다양했다. 쏘아 죽이거나, 검투사처럼 싸우다 죽거나, 올라말리스틀리 경기의 결과로 죽거나, 불에 태워 죽거나, 물에 빠뜨려 죽거나 등이었다. 죽인 뒤에 희생자의 가죽을 박피하기도 했다.
희생 제의를 완수할 수 없게 된 이들은 불명예스러운 존재로서 처분되었다. “신에 대한 모욕”을 속죄할 필요가 있었기에, 이 경우 제물은 존경이 아닌 비난을 받으며 죽임당했다. 에르난 코르테스와 페드로 데 알바라도는 자기들이 아즈텍으로부터 “해방”시켜준 산제물들 가운데 일부가 석방을 완강히 거부하고 희생시켜 달라고 요구했다고 증언했다.

### 인간 희생의 규모
멕시코 정복 이후의 자료들은 1487년 테노치티틀란 피라미드 재봉헌식에서 아스텍인들이 4일 동안 80,400 명의 포로를 희생시켰다고 밝히고 있다. 로스 해식은 『아스텍 전쟁』에서 이 수치를 과장된 것으로 보고 “10,000 명에서 80,400 명 사이”의 수가 희생되었다고 서술한다. 더 높은 추정치에서는 4일간 분당 평균 15명을 죽였다고 본다. 일부 역사학자들은 아스텍의 희생제의에 대한 대부분의 기록이 에스파냐의 정복을 정당화하기 위해 에스파냐인들이 작성한 문헌에 근거하기 때문에 이 수치들이 부정확하다고 주장한다. 그러나 『코덱스 텔레리아노레멘시스』에 보면 선교사들과 대화하는 늙은 아스텍인이 사원 재봉헌식에서 총 4,000 명이 희생되었다고 이야기한다.
1977년 마이클 하너는 「아스텍 희생의 수수께끼」라는 기사에서 우드로 보라의 추정치를 인용해서 15세기 중부 멕시코에서 종교적으로 희생된 사람의 수는 연간 인구의 1%에 해당하는 25만 명에 이른다고 서술했다. 텍스코코 왕족의 후손으로 『코덱스 이슈틀리쇼치틀』의 저자 페르난도 데 알바 코르테스 이슈틀리쇼치틀은 매년 멕시코의 피지배민의 아이들 중 5분의 1이 희생되었다고 추산했다. 빅터 데이비스 핸슨은 초대 멕시코 대주교 카를로스 오메토치친의 연간 2만 명 주장이 “보다 그럴듯하다”고 주장한다. 일부 학자들은 아스텍인들이 적을 위협하기 위한 선전의 수단으로서 희생 규모를 부풀렸을 가능성이 높다고 생각한다. 이에 대하여 아스텍과 에스파냐인들 모두 아스텍 문명의 생활에 대한 정확한 기록을 남긴 것이고, 어느 쪽이든 부풀렸을 가능성은 적다는 반론도 있다. 『피렌체 코덱스』에 따르면 에스파냐인들에게 정복당하기 5년 전에 그전까지 만들었던 촘판틀리를 모두 불태웠다. 2015년, 멕시코 국립인류학역사연구원의 라울 바레라 로드리게스가 템플로 마요르 옆에서 촘판틀리와 해골탑을 발굴했으나, 지금까지 인신공양으로 희생된 것으로 확인된 해골은 603구 뿐이다.
모든 아스텍 전사들은 적어도 한 명 이상의 포로를 잡아 산제물로 제공할 의무가 있었다. 모든 남성 인구가 전사가 되도록 훈련받았으나, 포로를 잡는 데 성공한 소수만 엘리트 전사로서 직업군인이 될 수 있었다. 또한 여러 명의 젊은 전사들이 합심해서 한 명의 포로를 잡았다는 기록도 있는데, 이는 제물용 포로를 잡기가 어려웠음을 암시한다.
이러한 희생자들을 일반적으로 구성한 사회집단이 누구였는지에 대해서도 여전히 많은 논란이 있다. 통념에서는 외국인이나 평민들을 제물로 바쳤다고 생각하지만, 제물의 가장 주된 공급원은 노예였다. 또한 아스텍 사회에서 노예는 세습되는 계급이 아니라 채무나 범죄로 인해 강등되는 지위였다. 마찬가지로, 초기 기록들 대부분은 다양한 사회적 지위의 포로들이 잡혀왔음을 이야기하고 있으며, 모든 어린이 제물은 고귀한 혈통의 현지인으로서 그 부모들이 제공한 것이라는 데 모든 기록이 동의하고 있다. 2015년 템플로 마요르에서 발견된 촘판틀리에서는 여성과 어린이가 희생제물에서 제외되지 않았음이 밝혀졌다.
희생자 가운데 대부분이 외국인이었는지 여부도 의문이 있다. 1454년 아스텍 정권은 수도의 신전에서 먼 땅에서 잡아온 포로를 죽이는 것을 금지했다. 두란의 기록에서 증언자들은 희생은 결과적으로 “거의 언제나 …… 왕가의 친구들”, 즉 동맹시의 전사들이 바쳐진다고 말했다.

## 개별 신격에 대한 희생제의

### 우이칠로포치틀리
우이칠로포치틀리는 아스텍 제국의 지배민족 메시카인의 수호신으로서, 중천에 뜬 태양과 동일시되었다. 그는 성읍을 불태우는 전쟁의 신으로서, 불을 내뿜는 뱀 시우코아틀을 들고 다닌다. 그는 남쪽의 주신으로서 태양을 상징했고, 북쪽의 주신인 검은 테스카틀리포카와 대비되었다.
우이칠로포치틀리 숭배의 장소는 아스텍의 수도 테노치티틀란의 템플로 마요르였다. 템플로 마요르에는 피라미드가 두 개 있었는데, 하나는 우이칠로포치틀리의 것이고 다른 하나는 비의 신 틀랄록의 것이었다.
우이칠로포치틀리에게 사람을 바칠 때는 다음과 같이 희생 의례가 이루어졌다. 우선 희생자를 돌판 위에 눕히면 사제가 흑요석 또는 부싯돌 날로 제물의 배를 가른다. 심장을 뽑아서 하늘을 향해 쳐들어 태양신에 대한 경의를 표한다. 심장이 뽑힌 시체는 피라미드 밑으로 굴려 버리고, 코욜샤우쿠이의 석상에 가서 멎는다. 코욜샤우쿠이는 우이칠로포치틀리의 누이 여신으로, 희생자가 그렇듯이 산 기슭에서 토막난 신이다. 시체는 운반되어 화장되거나, 희생자를 포로로 잡아온 전사에게 주어진다. 전사는 시체를 조각조각 잘라서 중요한 사람들에게 제물로 보내거나, 의례적인 식인에 사용했다. 이로써 그 전사는 성공적인 전사로서 아스텍 사회계급의 계층구조에서 한 단계 상승한 것이 된다.

### 테스카틀리포카
테스카틀리포카는 일반적으로 밤의 신, 운명의 신, 북쪽을 다스리는 신으로 여겨졌다. 아스텍에서는 테스카틀리포카가 신들의 음식을 제공하기 위해 전쟁을 만들었다고 믿었다. 테스카틀리포카는 케찰코아틀과는 적이지만 우이칠로포치틀리와는 동맹자로 여겨졌다. 테스카틀리포카는 죄를 욕사하고 질병을 구제하며, 운명을 거두어들일 수 있는 권능이 있었다. 그러나 테스카틀리포카는 변덕스러운 신으로서 가뭄과 기근을 가져오는 운명의 역전을 일으키기도 했다. 그는 불을 만들기 위해 사냥의 신 미슈코아틀으로 변신하기도 했다. 아스텍에서 테스카틀리포카는 전지하며 거의 전능한 신이었다. 테스카틀리포카의 별명 중 하나인 “티틀라카우안”(나와틀어: Titlacauan)은 “우리는 모두 그의 노예”라는 뜻이다.

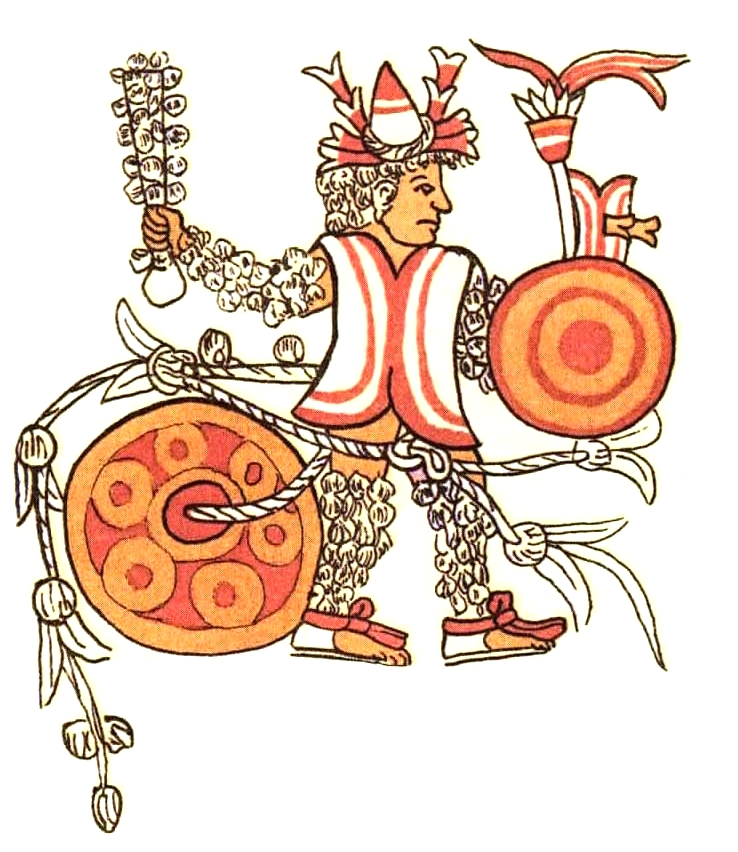
테스카틀리포카에게 바쳐지는 검투사 제물. 마쿠아우이틀에 흑요석 대신 깃털을 달았다.

테스카틀리포카 숭배의식에서는 전쟁포로들을 검투사로 사용했다. 희생자는 장난감 무기를 받고 최대 4명의 완전무장한 오셀로틀 및 콰우틀리와 싸우다 죽었다.
토슈카틀월에는 젊은이 하나를 테스카틀리포카의 화신으로 삼아 희생했다. 희생제물이 될 젊은이는 1년 내내 테스카틀리포카 신처럼 차려입고 살아있는 현인신, 지상에 강림한 테스카틀리포카로 대접받는다. 아름다운 여자들을 동반자로 맞이하고, 피리를 불며 테노치티틀란 거리를 돌아다녔다. 희생당하는 날이 되면 테스카틀리포카에 대한 경의를 담아 큰 잔치를 열고, 제물 젊은이는 피라미드 위로 올라가 피리를 부러뜨리고 자기 몸을 사제들에게 넘겨준다. 사아군은 이것을 기독교의 부활절에 비교했다.